# Магомедов, Гванзав Гаджияевич
Гванзав Гаджияевич Магомедов (азерб. Məhəmmədov Qvanzav Hacıyav oğlu; род. 8 июня 1994, Махачкала) — российский и азербайджанский футболист, защитник.

## Биография
Родился 8 июня 1994 года в Махачкале. Этнический аварец. По отцовской линии имеет азербайджанские корни. В возрасте 9 лет переехал в Москву, где начал заниматься футболом в олимпийской школе резервов «Мастер Сатурн». Провел здесь пять лет. Основным тренером был Сергей Александрович Подоляка. С 2008 по 2010 года защищал цвета СДЮШОР Московской области, в составе которого участвовал в областных чемпионатах. В 2010 году перешёл в московскую команду «Строгино», выступавшую в высшей лиге столичного чемпионата. Был капитаном команды. Параллельно выступал также в первенства России среди команд 3 лиги зоны Москва, среди футболистов 1994 года рождения. В конце 2012 года, по приглашению Гаджи Гаджиева, перешёл в самарский клуб «Крылья Советов», из высшей лиги российского чемпионата. Летом 2013 года переехал в Азербайджан. В сентябре 2014 года получил азербайджанское гражданство.
После переезда в Баку в 2013 году начал играть за кусарский «Шахдаг», из первого дивизиона Азербайджана. В июле 2014 года по приглашению Бахрама Шахгулиева перешёл в другой клуб первой лиги — новосозданный ФК «Зиря» Баку, где провёл полсезона. В январе 2015 года подписал контракт с другим столичным клубом — ФК «Баку» из премьер-лиги. 20 июня 2015 года перешёл в АЗАЛ, с которым подписал двухлетний контракт. В июле 2017 года после того, как от него отказался главный тренер клуба «Сабаил» Самир Алиев, перешёл в российский клуб «Знамя Труда». В 2020 году выступал в рамках Кубка Кыргызстана за «Алай». После победы в турнире покинул клуб.
В феврале 2021 года перешел в «Ессентуки». Гостевой матч 9 июня против «Краснодара-3» (0:3) отыграл в воротах. 12 мая 2022 после домашнего матча против ростовского СКА произошла драка между футболистами «Ессентуков» и болельщиками СКА, в результате чего КДК РФС принял решение дисквалифицировать Гванзава Магомедова на шесть матчей за агрессивное поведение. 26 апреля 2023 года будучи начальником «Ессентуков», он был пожизненно дисквалифицирован за организацию договорного матча между белгородским «Салютом» и «СКА-Хабаровск-2», состоявшегося 20 октября 2022, по версии КДК РФС, игроки и персонал «Ессентуков» приехали на матч в Белгород, чтобы передавать условные сигналы, также они списывались с футболистами во время перерыва.

### Статистика выступлений в чемпионате Азербайджана
| № | Сезон   | Клуб   | Игр | В запасе | Голов |
| - | ------- | ------ | --- | -------- | ----- |
| 1 | 2013/14 | Шахдаг | 27  | 0        | 4     |
| 2 | 2014/15 | Зиря   | 12  | 0        | 2     |
| 3 | 2014/15 | Баку   | 1   | 4        | 0     |
| 4 | 2015/16 | АЗАЛ   | 4   | 1        | 0     |

## Сборная
В 2014 году, после принятия гражданства Азербайджана был приглашен в олимпийскую сборную страны, в составе которой с 4 по 14 октября 2014 года принимал участие в учебно-тренировочных сборах в немецком городе Франкфурте.

## Достижения
- Обладатель Кубка Кыргызстана (1): 2020.
- Бронзовый призёр первенства Московской области среди юношей 1994 года рождения в составе ФК «Строгино» (1): 2011[13].